# Campeonato de Wimbledon 1938
La edición 58.º del Campeonato de Wimbledon se celebró entre el 20 de junio y el 1 de julio de 1938 en las pistas del All England Lawn Tennis and Croquet Club de Wimbledon, Londres, Inglaterra.
El cuadro individual masculino lo iniciaron 128 jugadores mientras que el femenino lo iniciaron 96 tenistas.

## Hechos destacados
En la competición individual masculina se impuso el americano Don Budge logrando el segundo título que obtendría en el torneo al imponerse en la final al británico Bunny Austin.
En la competición individual femenina la victoria fue para la estadounidense Helen Wills Moody logrando el octavo y último título que obtendría en Wimbledon al imponerse a la estadounidense Helen Hull Jacobs.

## Palmarés
| Seniors              | Vencedor                  | Resultado          | Finalista                         | Finalista |
| -------------------- | ------------------------- | ------------------ | --------------------------------- | --------- |
| Individual masculino | Don Budge                 | 6–1, 6–0, 6–3      | Bunny Austin                      |           |
| Individual femenino  | Helen Wills Moody         | 6–4, 6–0           | Helen Hull Jacobs                 |           |
| Dobles masculino     | Donald Budge Gene Mako    | 6–4, 3–6, 6–3, 8–6 | Henner Henkel George von Metaxa   |           |
| Dobles femenino      | Sarah Fabyan Alice Marble | 6–2, 6–3           | Simone Mathieu Billie Yorke       |           |
| Dobles mixto         | Alice Marble Don Budge    | 6–1, 6–4           | Sarah Palfrey Cooke Henner Henkel |           |

## Cuadros Finales

### Torneo individual  femenino
| Predecesor: 1937                         | Campeonato de Wimbledon 1938 | Sucesor: 1939                                       |
| Predecesor: Torneo de Roland Garros 1938 | Grand Slam 1938              | Sucesor: Campeonato nacional de Estados Unidos 1938 |

- Datos: Q423276